# 小海町
36°05′42″N 138°29′00″E / 36.0950968°N 138.483472°E
小海町（日语：／ Koumi machi */?）為位于長野縣東部南佐久郡的町。

## 地理
- 山：天狗岳、稻子岳、にゅう、茂来山
- 河川：千曲川
- 湖沼：松原湖、白駒之池、綠池

### 鄰近自治體
- 茅野市
- 南佐久郡：南牧村、南相木村、北相木村、佐久穗町

## 主要出身者
- 新海誠 - 動畫作家、電影導演